# Snaefell (île de Man)
Pour les articles homonymes, voir Snæfell.
Le Snaefell (prononcé /snɛɪfɛl/), Sniall en mannois, est le point culminant de l'île de Man avec 621 mètres d'altitude.
Le mot Snaefell provient du vieux norrois et signifie « montagne enneigée ».

## Géographie

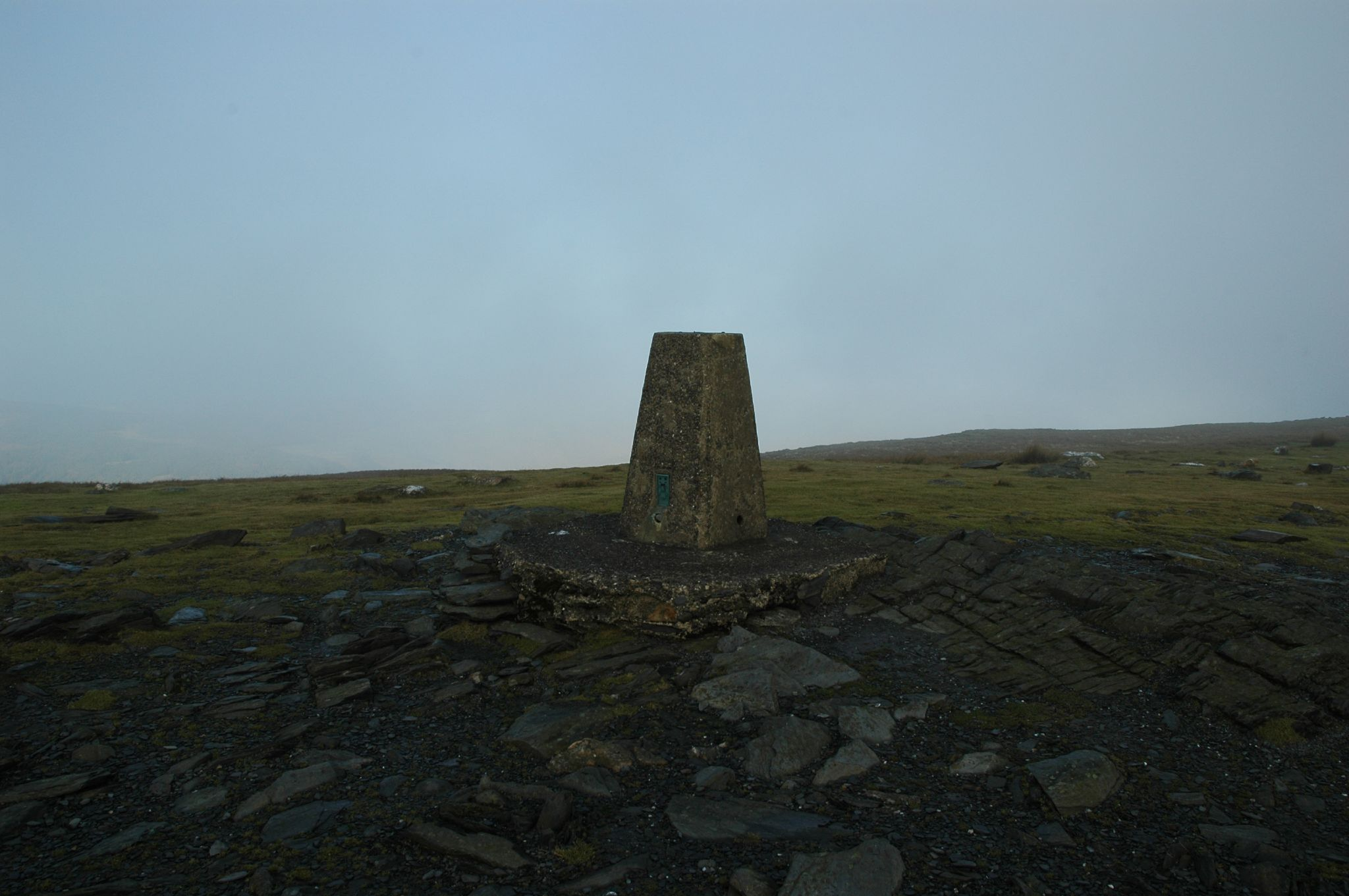
Le sommet du Snaefell.

Le Snaefell culmine à 621 mètres d'altitude. Il se trouve dans le nord de l'île de Man et domine Laxey situé à son sud-est. Le Snaefell est une colline de type marilyn, c'est-à-dire que la hauteur entre la base de la colline et son sommet dépasse 150 mètres de dénivelé.

## Histoire

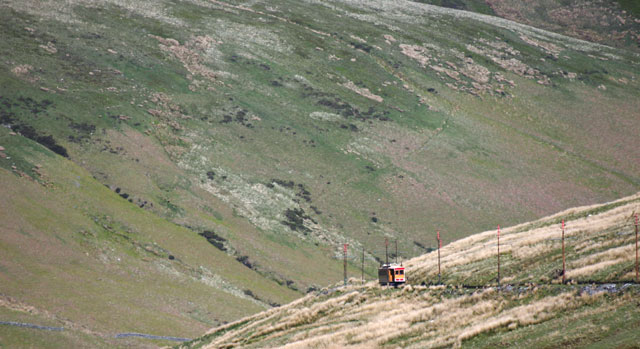
Un train du chemin de fer du Snaefell en route pour Laxey

De nombreuses tentatives ont eu lieu pour mesurer l'altitude du Snaefell : l'évêque Wilson le 10 juillet 1702 avec 516 mètres (564 yards), Fannin note une altitude de 530 mètres (580 yards) sur sa carte en 1789, Berger lui donne une hauteur de 610 mètres (2 000 pieds), 611 mètres (2 004 pieds) pour Cary en 1816 et 617 mètres (2 024 pieds) en 1861 selon Stanford. L'Ordnance Survey britannique réévalue et fixe l'altitude du Snaefell à 620 mètres (2 034 pieds) en 1868.
La première excursion documentée au sommet est organisée le 1er juillet 1814 par M. Dixon pour célébrer ce qui semble alors être la fin des guerres napoléoniennes. En 1896, la ligne de chemin de fer du Snaefell ouvre et permet alors d'accéder facilement au sommet à partir de Laxey, devenant alors un lieu touristique privilégié. En 1906, un bâtiment en bois est remplacé par un autre en forme de château mais celui-ci brûle en 1982 et est remplacé à son tour par un autre bâtiment offrant différents services touristiques (souvenirs, restauration, etc.).

## Panorama
Par temps clair, il est dit que l'on peut voir sept royaumes depuis le sommet : l'Angleterre, l'Irlande, l'Écosse, le Pays de Galles, l'île de Man, la mer et le Paradis lui-même.